# Afrikas horn

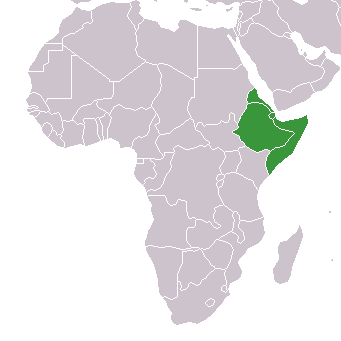
Länderna på Afrikas horn.

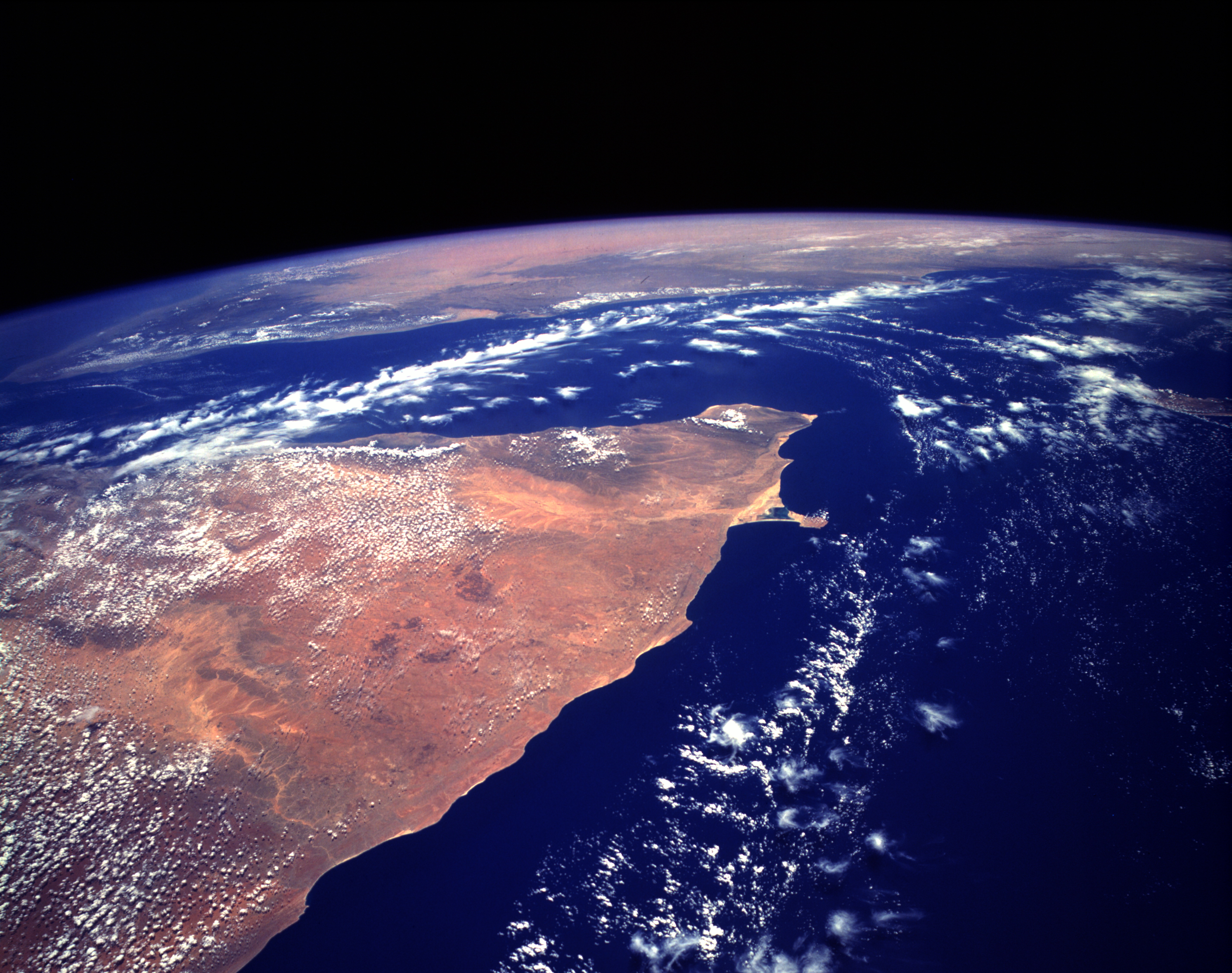
Afrikas horn sett från NASA:s Space Shuttle, maj 1993.

Afrikas horn är ett område i östra Afrika. Naturgeografiskt är det en triangelformad halvö som sticker ut i Indiska Oceanen söder om Adenviken. Inom geopolitik används en vidare definition som normalt inbegriper hela territoriet för fyra länder i Östafrika: Djibouti, Eritrea, Etiopien och Somalia.
Afrikas horn utgör Afrikas östligaste del, där den östligaste platsen är Kap Hafun, och har fått sitt namn efter likheten med hornet på en noshörning. Området täcker ungefär 2 000 000 km² och bebos av runt 100 miljoner människor. Det ligger nästan halvvägs mellan ekvatorn och kräftans vändkrets. I Indiska oceanen ligger den lilla ön Socotra vilken räknas till den afrikanska kontinenten. Den tillhör dock det västasiatiska landet Jemen och är 3 600 km².

## Ekologi

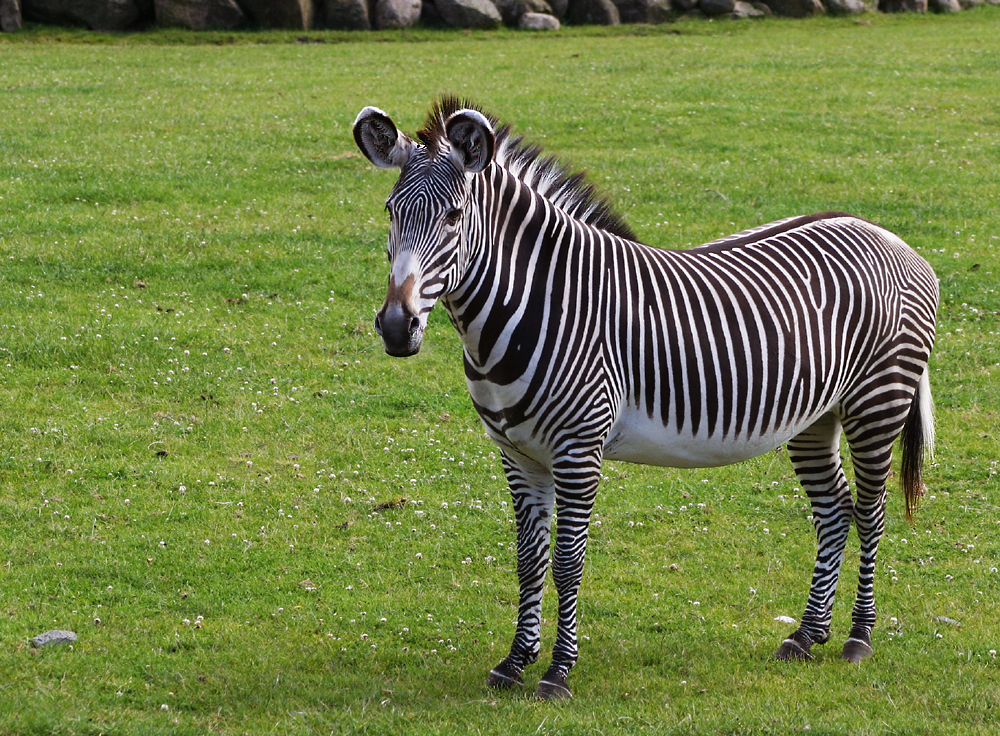
Grevyisebra (Equus grevyi)

Afrikas horn räknas av Unesco som ett område med hög biologisk mångfald (engelska: Biodiversity Hotspot), och ett av de blott två sådana som återfinns i torrt klimat. Afrikas horn lider dock av alltför hårt betestryck och enbart 5 % av det ursprungliga habitatet återstår. Utbyggnaden av infrastrukturen på Socotra hotar också miljön.

### Fauna
På Afrikas horn finns runt 220 däggdjursarter, varav många är utrotningshotade.  Grevyisebran är unik för regionen.
På Afrikas horn finns det fler endemiska reptiler än någon annanstans i Afrika, då ungefär 90 av 285 arter enbart finns här. Hälften av dessa finns enbart på Socotra. I motsats till reptiler så är amfibier underrepresenterade i området.
Det finns runt 100 arter av sötvattensfiskar vid Afrikas horn. Av dessa är cirka 10 endemiska för regionen.

### Flora
Det finns runt 5000 olika arter av kärlväxter på Afrikas horn. Ungefär hälften av dessa är endemiska för platsen, i synnerhet gäller detta de växter som återfinns i Socotra och norra Somalia. Två växtfamiljer är endemiska för regionen: Barbeyaceae och Dirachmaceae.

## Ekonomi
Staterna i regionen är i hög grad beroende av ett litet antal exportprodukter:
- Etiopien: kaffe 80 % av all export.
- Somalia: bananer och boskap mer än 50 % av all export.